# ウスチ＝クート

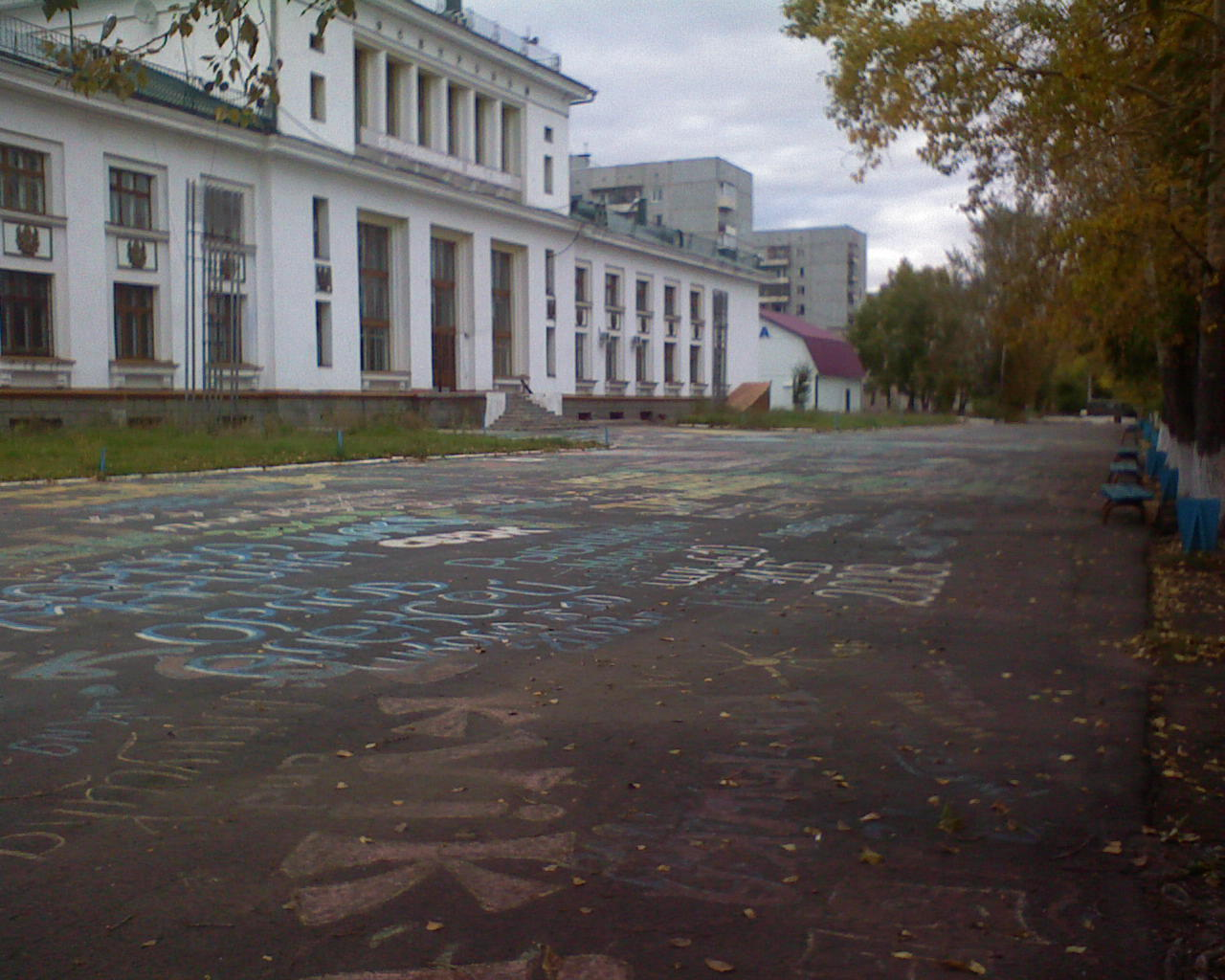
レナ川沿いのオセトロヴォ地区

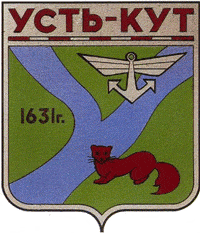
ウスチ＝クートの紋章

ウスチ＝クート（Усть-Кут、Ust-Kut）は、ロシアのイルクーツク州にある都市。人口は3万6918人（2021年）。東シベリアの大河レナ川の西岸沿いに、20キロメートルにわたって町が広がっている。近くでクタ川が西からレナ川に合流しており、「ウスチ＝クート」という地名も「クタ川の河口」を意味する。クタ川という名は先住民エヴェンキの言葉で「泥炭の沼」を意味する。

## 歴史
1631年、東シベリアに進出してきたコサックのアタマン（指導者）、イヴァン・ガリキンがレナ川沿いのこの地に砦を作ったことが町の始まりである。砦の軍事的重要性は17世紀後半から徐々に失われたが、町はレナ川の河港として重要になり、レナ川沿いの交易路の始点の一つになった。
町の西にある鉱泉（1925年にスパが建設された）は17世紀に極東探検家エロフェイ・ハバロフによって発見されたとされている。彼は他にもウスチ＝クートの開発に尽力し、レナ川を東へ進んでラプテフ海方面やオホーツク海、カムチャツカ半島、アラスカ方面へと向かう探検家たちの拠点・中継地にもなった。
一方でウスチ＝クートは20世紀初頭には政治犯の流刑地としても使われ、レフ・トロツキーもこの地に流されていた。ロシア内戦が終わるとソ連政府は学校、病院、スパなどをこの周辺に建設している。
1950年から近郊のオセトロヴォ（Osetrovo）で、レナ川沿岸最大の港湾地区の建設がはじまった。1951年にはシベリアを横断する第二の鉄道であるバイカル・アムール鉄道（バム鉄道）が、シベリア鉄道上のタイシェトからウスチ＝クートへ伸びてきた。ウスチ＝クートはレナ川の河港のうちで唯一鉄道が通る町となり、鉄道貨物をレナ川水系を往来する船（ヤクーツクなどへ向かう便）へ積み替える物流拠点として栄えることになった。1954年には、もとのウスチ＝クートの町とオセトロヴォが合併し、ウスチ＝クート市が誕生した。
ウスチ＝クートから東へバイカル・アムール鉄道を延伸する工事はスターリン時代が終わるとともに途絶え、長年工事は再開されなかった。1974年にバイカル湖の北岸を超えて日本海に至る工事が再開され、ウスチ＝クートは西の工区の建設本部となった。
このほか、ウスチ＝クートからヤクーツク、マガダンなどを経てペトロパブロフスク・カムチャツキーに至るレナ・カムチャツカ鉄道を建設する計画も存在する。

## 町の経済
ウスチ＝クートは、レナ川水系の河川交通と、バム鉄道・国道などとをつなぐ物流中継地であり、経済も物流が中心になっている。夏の間はウスチ＝クートからヤクーツク、ティクシなどへと向かう旅客フェリーも出ている。その他の産業には造船業、食品工業などがある。
ウスチ＝クートの家や工場はバム鉄道の6つの駅の周りに広がっており、互いにつながって長細い市街地を形成している。小さなウスチ＝クート駅のほか、オセトロヴォには河港との結節点となる市内最大の駅がある。数キロ離れたヤクリム地区でバム鉄道はレナ川を長さ500メートルほどの橋で渡っており、ヤクーツク付近でのレナ川架橋が実現していない現在、この鉄道橋がレナ川最下流の橋である。
その他、ウスチ＝クート空港も近くにある。

## 人口推移
- 4万9951人（2002年）
- 4万5375人（2010年）
- 3万6918人（2021年）